# Portsmouth (New Hampshire)
Pour les articles homonymes, voir Portsmouth (homonymie).
Portsmouth est une ville située dans l’État du New Hampshire au nord-est des États-Unis. Avec une population de 21 233 habitants en 2010, elle est la quatrième ville du comté de Rockingham. Portsmouth possède un riche patrimoine historique avec de nombreux édifices du XVIIIe siècle, un vieux port et des musées.

## Histoire

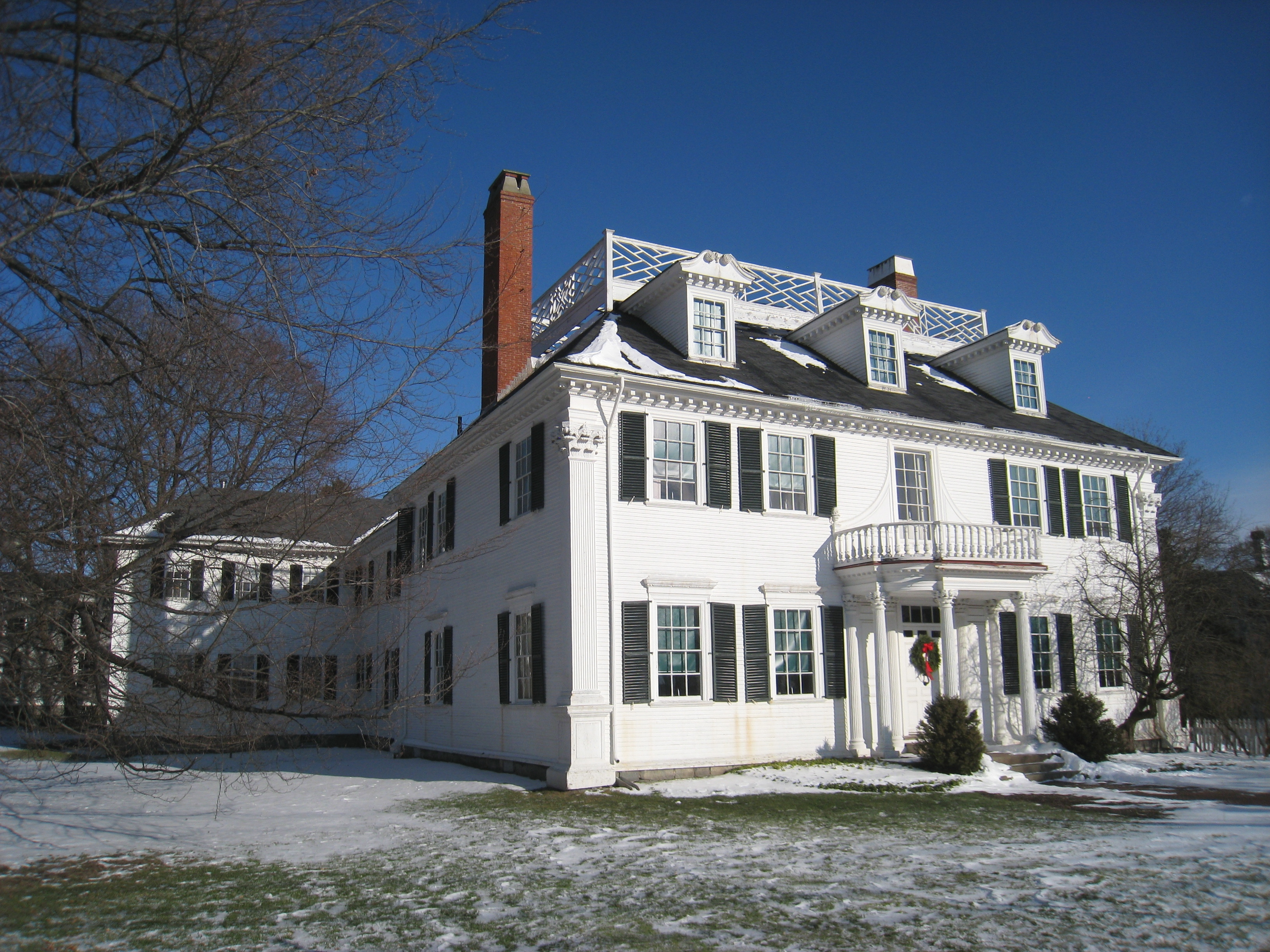
Résidence du gouverneur John Langdon, construite en 1784

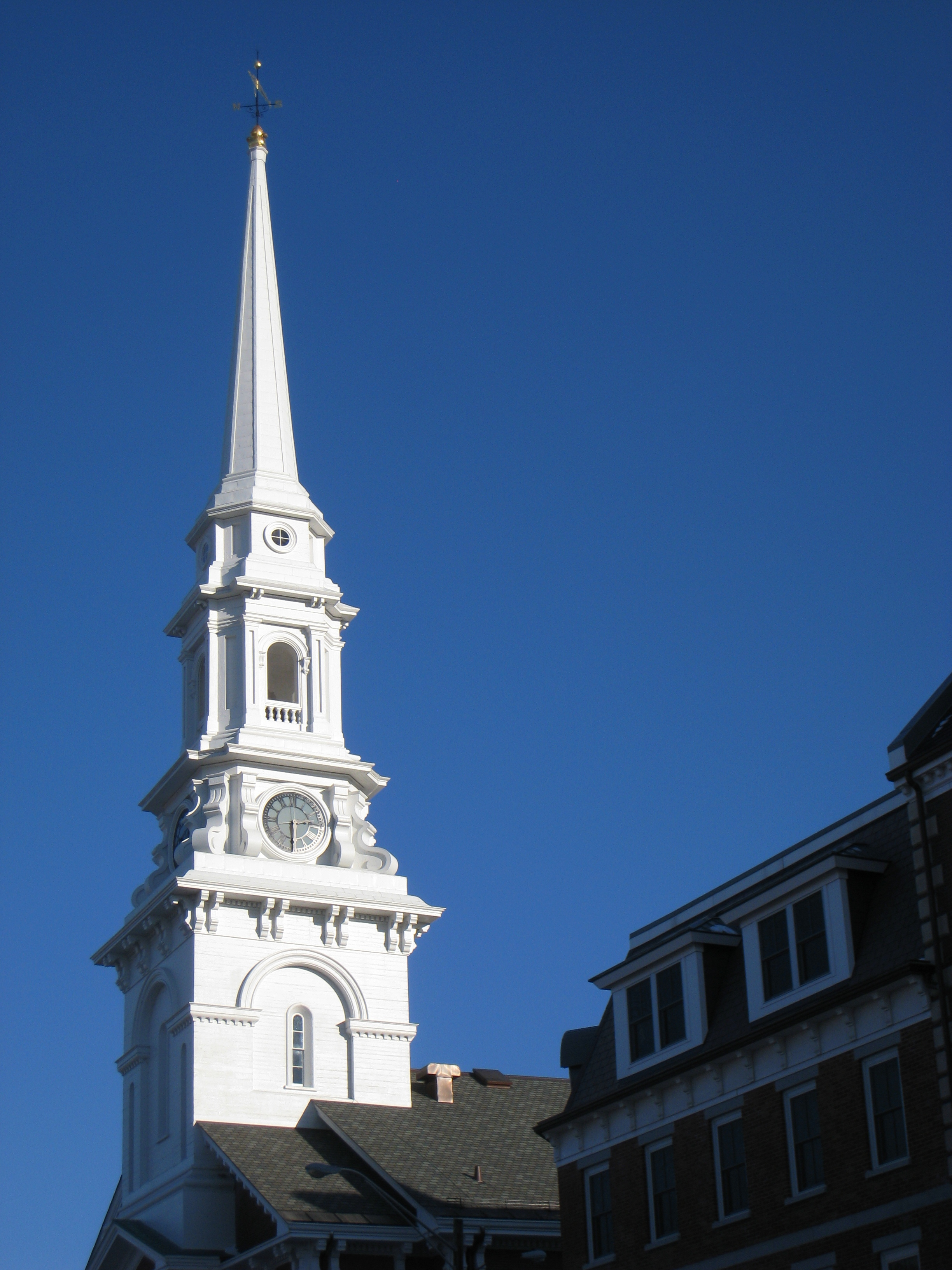
North Church

À l’époque précolombienne, le New Hampshire était occupé par les amérindiens Abénaquis. L’Anglais Martin Pring fut le premier Européen à explorer et décrire la région en 1603. Les premiers immigrants britanniques établirent un village en 1630 baptisé « Piscataqua ». Le statut de town octroyé par le conseil de Plymouth en 1631. L’endroit fut ensuite renommé « Strawbery Banke » à cause des fraises sauvages qui poussaient le long des berges de la Piscataqua. Le lieu occupait une situation favorable au commerce : un port se développa en liaison avec les industries situées en amont, avec la pêche, la construction navale et le transport du bois. En 1632, l’entrée du port fut protégée par le fort William and Mary. Les premiers esclaves africains furent importés dès 1645 et le commerce triangulaire fut l’un des fondements de la prospérité de la ville. La ville fut officiellement créée en 1653 et fut nommée « Portsmouth » en l’honneur du fondateur de la colonie du New Hampshire, qui avait été capitaine du port de Portsmouth en Angleterre. En 1679, la ville devint la capitale de la colonie et accueillit des réfugiés puritains venus du Massachusetts voisin. À la fin de la deuxième Guerre intercoloniale, elle fut choisie par le gouverneur Joseph Dudley pour la signature du traité de Portsmouth (en), qui mettait un terme provisoire aux hostilités entre les Abénaquis et les colons anglais.
Pendant la Révolution américaine (1774-1783), le congrès de la Province fut transféré sur ordre du gouverneur John Wentworth à Exeter à l’intérieur des terres pour ne pas être menacé par la Royal Navy. En 1800 furent fondés les chantiers navals de Portsmouth (Portsmouth Naval Shipyard), situés en réalité sur la commune de Kittery, de l’autre côté de la Piscataqua. L’embargo imposé par le président Thomas Jefferson sur le commerce avec le Royaume-Uni en 1807 provoqua une crise économique majeure à Portsmouth. Mais certains résidents s’enrichirent grâce à la course pendant la guerre de 1812. En 1849, Portsmouth obtient le statut de city,. Comme bien d’autres villes américaines, la ville fut détruite par plusieurs incendies au cours du XIXe siècle : par exemple, 244 bâtiments brûlèrent en 1813. Afin de limiter les risques d’incendie, on reconstruisit le centre-ville en briques avec des toits en ardoises. Portsmouth était également célèbre pour son ébénisterie et la création de meubles de style fédéral (Langley Boardman).
Avec la Révolution industrielle, de nombreuses localités situées sur les cours d’eau du New Hampshire connurent un important développement économique, une période décrite par l’écrivain Thomas Bailey Aldrich, né à Portsmouth. En 1905, le président américain Theodore Roosevelt choisit la base navale de la ville pour la signature du Traité de Portsmouth mettant fin à la guerre russo-japonaise.

## Géographie
Portsmouth se trouve au sud-est du New Hampshire, en Nouvelle-Angleterre. La ville se situe près de la limite avec l’État voisin du Maine. Elle est à 92 km au nord de Boston et à 431 km de New York.
Portsmouth occupe le fond d’une baie et la rive gauche de l’estuaire de la Piscataqua. À l’ouest se trouve la Great Bay. L’estuaire est parsemé de nombreuses îles : New Castle Island, Seavey Island (où sont les chantiers navals) sont les plus grandes, mais ne se trouvent pas sur le territoire de la commune. Parmi les autres îles on peut citer Peirce Island, Badgers Island, Leachs Island, etc.
Selon le bureau de recensement américain, la commune mesure 43,5 km2, dont 7 % sont sous les eaux. Deux cours d’eau coulent à Portsmouth : la Sagamore Creek à l’ouest et la Piscataqua au nord. Le point culminant est de 30 mètres au-dessus du niveau moyen de la mer sur le Pease International Airport.
Portsmouth fait partie de la PMSA de Portsmouth-Rochester.

## Démographie
| Groupe :            | Portsmouth | États-Unis |
| Blancs              | 93,5 %     | 80,1 %     |
| Noirs               | 1,6 %      | 12,8 %     |
| Asiatiques          | 5,2 %      | 4,4 %      |
| Hispaniques         | 1,5 %      | 14,7 %     |
| Né à l’étranger     | 6,5 %      | 12,5 %     |
| Revenu par habitant | 34 083 $   | 26 178 $   |
| Moins de 18 ans     | 19,9 %     | 24,7 %     |
| Plus de 65 ans      | 11,7 %     | 12,5 %     |

Lors du premier recensement américain en 1790, Portsmouth comptait 4 720 habitants. Dans les années 1950, la population augmenta de 43 %. Depuis les années 1990, la ville perd des habitants
D’un point de vue sociologique, Portsmouth est une ville blanche plutôt aisée : le revenu moyen par habitant est de 34 083 $, soit un niveau supérieur à la moyenne nationale. 51,7 % des habitants ont au moins un diplôme de l’enseignement supérieur, contre 27 % des Américains. La part des personnes vivant sous le seuil de pauvreté est inférieure à la moyenne du pays (11,4 %).

## Patrimoine et monuments

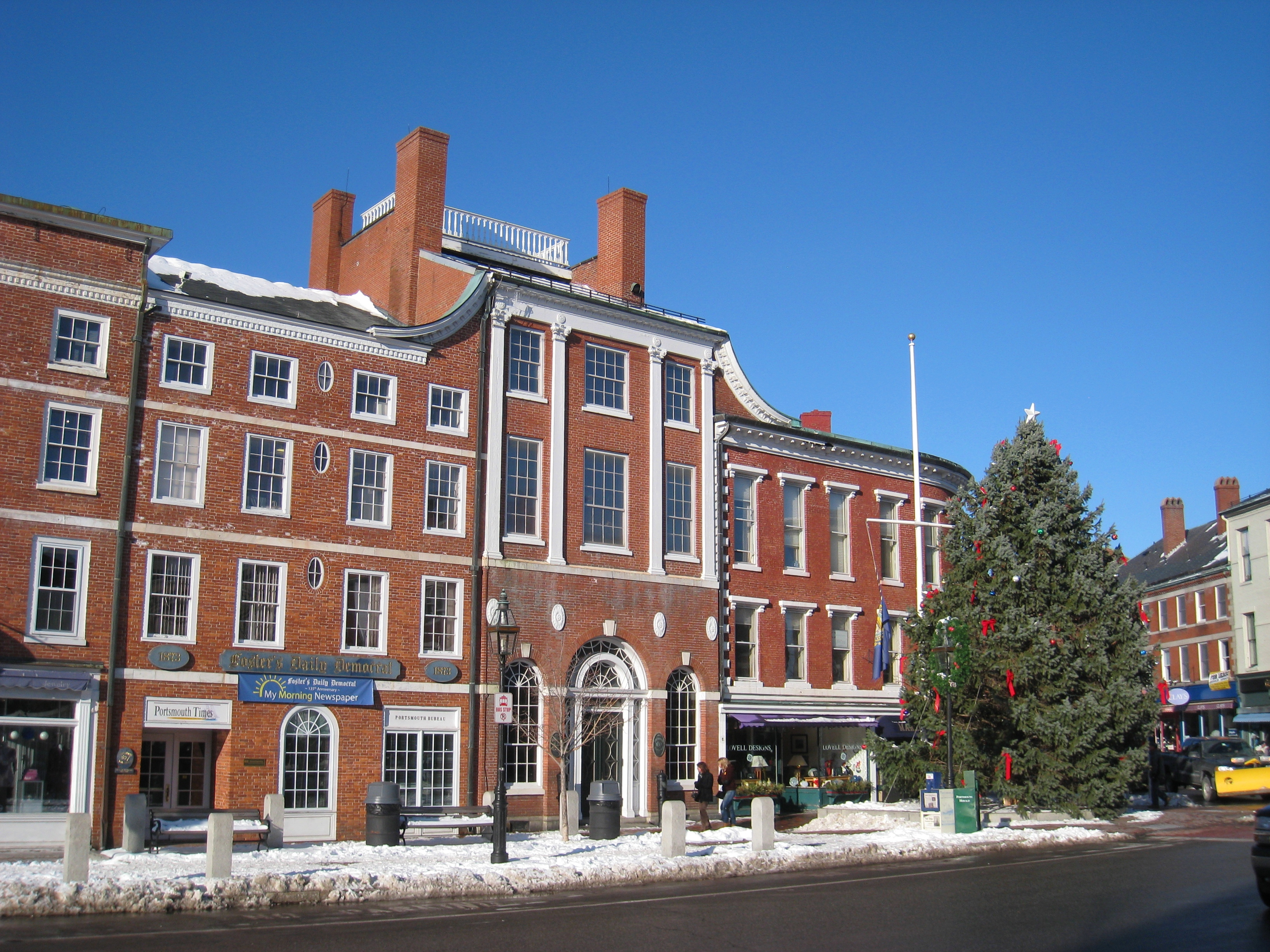
Le Portsmouth Athenaeum sur Market Square

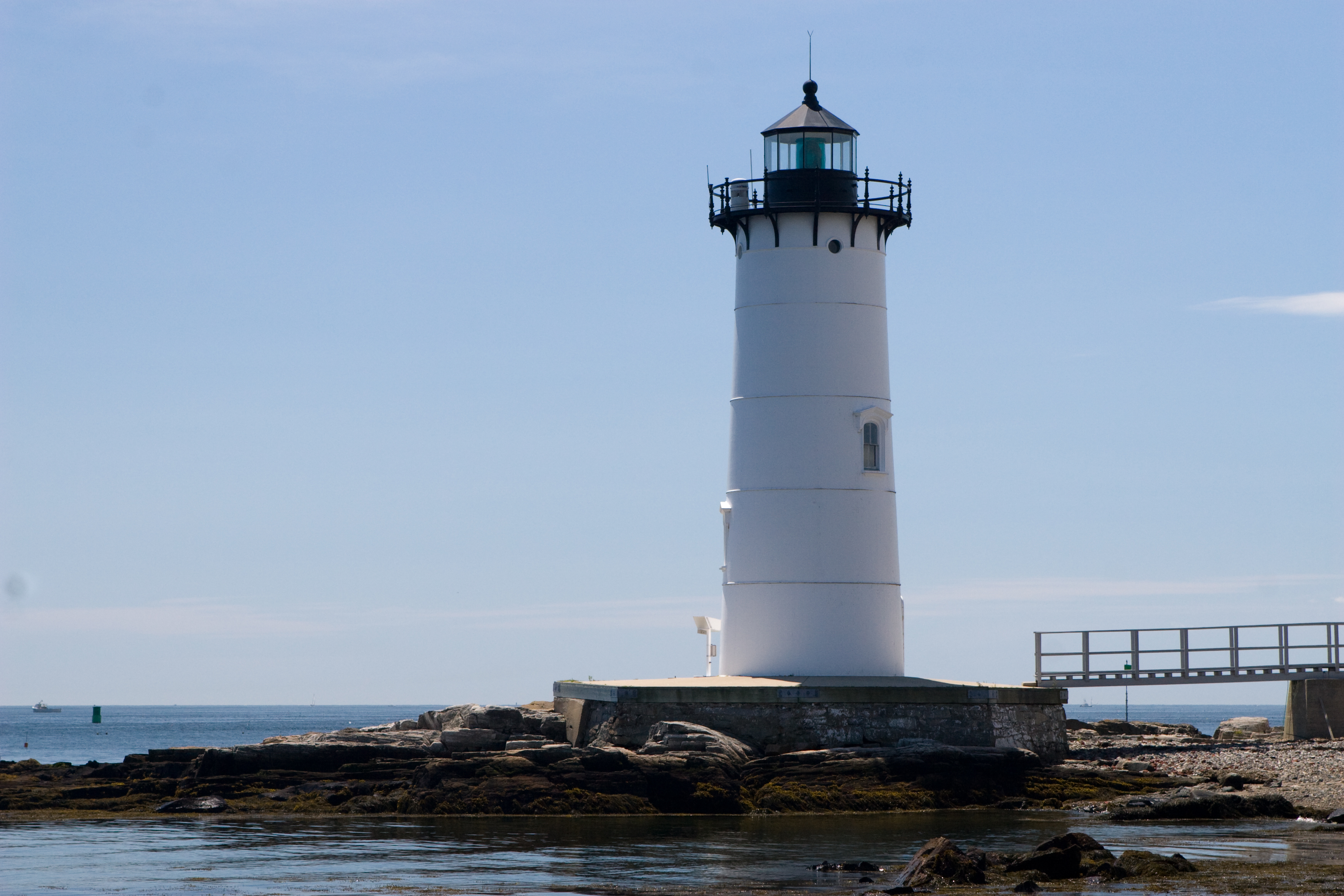
Phare du Fort Constitution

Fondée au XVIIe siècle, Portsmouth possède un important patrimoine architectural, préservé par l’Historic District Commission. En 2008, la ville fut classée parmi les Dozen Distinctive Destinations par le National Trust for Historic Preservation.
Les demeures de styles colonial, géorgien et fédéral reflètent la prospérité apportée par les activités portuaires aux XVIIIe et XIXe siècles. Plusieurs de ces maisons sont aujourd’hui des musées et se concentrent dans le quartier de Strawbery Banke. Le centre-ville fut plusieurs fois détruit par des incendies et les bâtiments actuels sont en briques.
La Richard Jackson House est la plus ancienne maison en bois (1664) de la ville. Le Wentworth Coolidge Mansion est un site historique du XVIIIe siècle. Il était la demeure du gouverneur britannique à l’époque coloniale. La John Paul Jones House (1758) était la maison du capitaine Gregory Purcell et de sa femme. John Paul Jones y loua une chambre en 1781-1782 lorsqu’il supervisait la construction du bateau America. Elle abrite aujourd’hui le Portsmouth Historical Society Museum.
La Moffatt-Ladd House (1753) était la demeure du général de l’Armée continentale William Whipple pendant la Guerre d'indépendance américaine. La MacPheadris-Warner House, construite 1716-1718 en briques par l’armateur et le marchand Archibald Macpheadris, possède la plus ancienne fresque des États-Unis. La Rundlet-May House fut construite en 1807 par James Rundlet, qui fit fortune grâce au commerce du textile. Le Portsmouth Athenaeum est un bâtiment classé au National Register of Historic Places depuis 1973. Fondé en 1817, il abrite une bibliothèque de 40 000 volumes, des archives et un musée.
La municipalité met également en valeur son patrimoine maritime : le phare, reconstruit en 1878, mesure 14,6 mètres de hauteur. L’USS Albacore Museum & Park est dédié au sous-marin USS Albacore (1953-1972), construit dans le Portsmouth Naval Shipyard.

## Culture et festivals

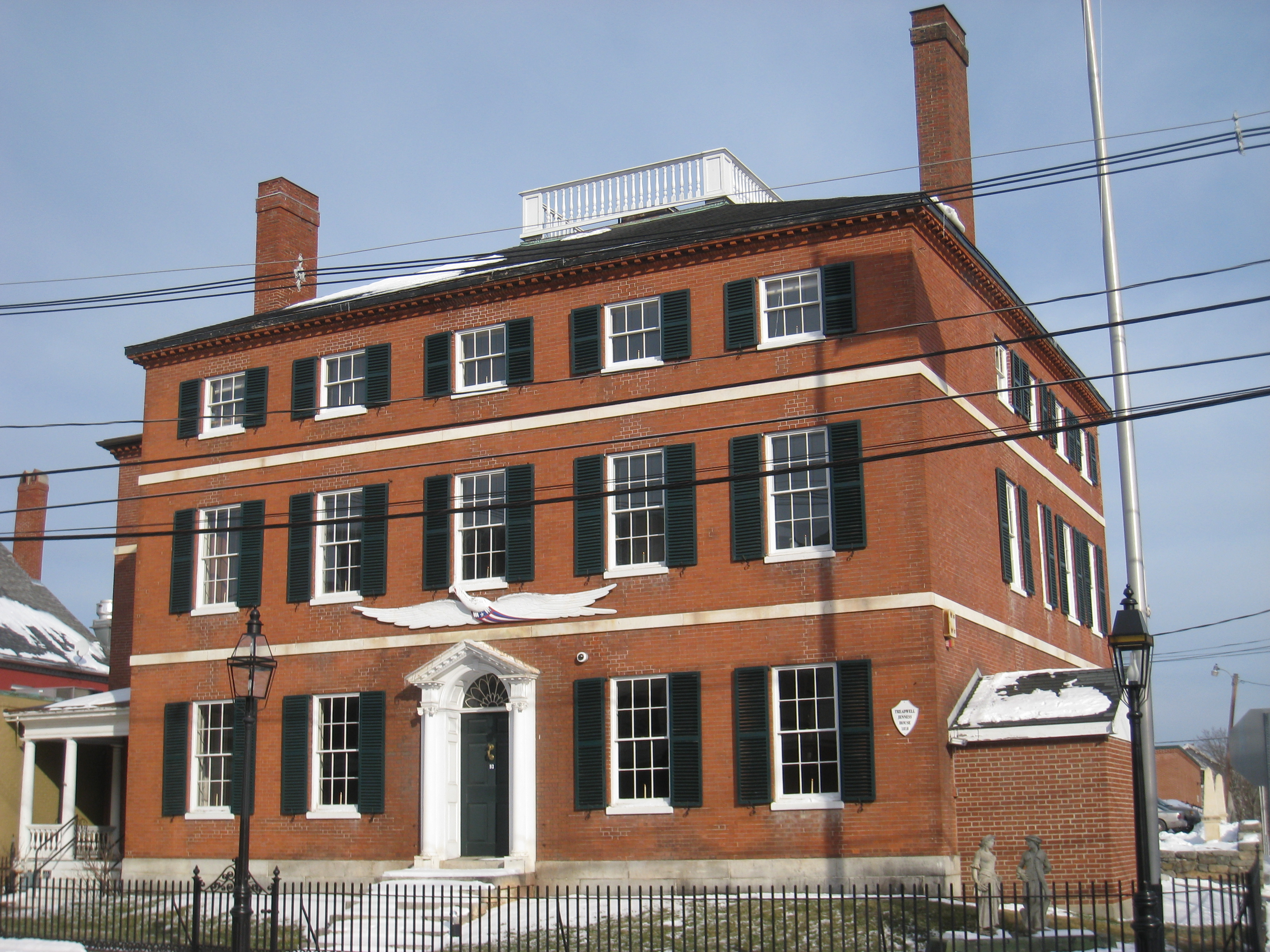
Maison de Treadwell Jenness, construite en 1818

Le Music Hall est la principale salle de spectacle de Portsmouth : construit en 1878, il compte 900 places. Il permet de découvrir des films, des concerts, des pièces de théâtre et des spectacles de danse. Au XIXe siècle, il a servi de cadre au Wild West Show de Buffalo Bill et aux spectacles de Broadway. Il est ouvert deux fois par mois pour des visites accompagnées. 
La ville possède un autre théâtre, The Players' Ring, et plusieurs troupes : Pontine Movement Theatre, Seacoast Repertory Theatre et New Hampshire Theatre Project.
La Portsmouth Public Library est la bibliothèque municipale fondée en 1896 ; elle abrite une collection d’objets ayant appartenu à Henry Clay Barnabee (1833-1917) ainsi que des œuvres d’art de Sarah Haven Foster (1827-1900), Helen Pearson (1871-1949), Susan Ricker Knox (~1875-1959) et Russell Cheney (1881-1945).

## Tourisme

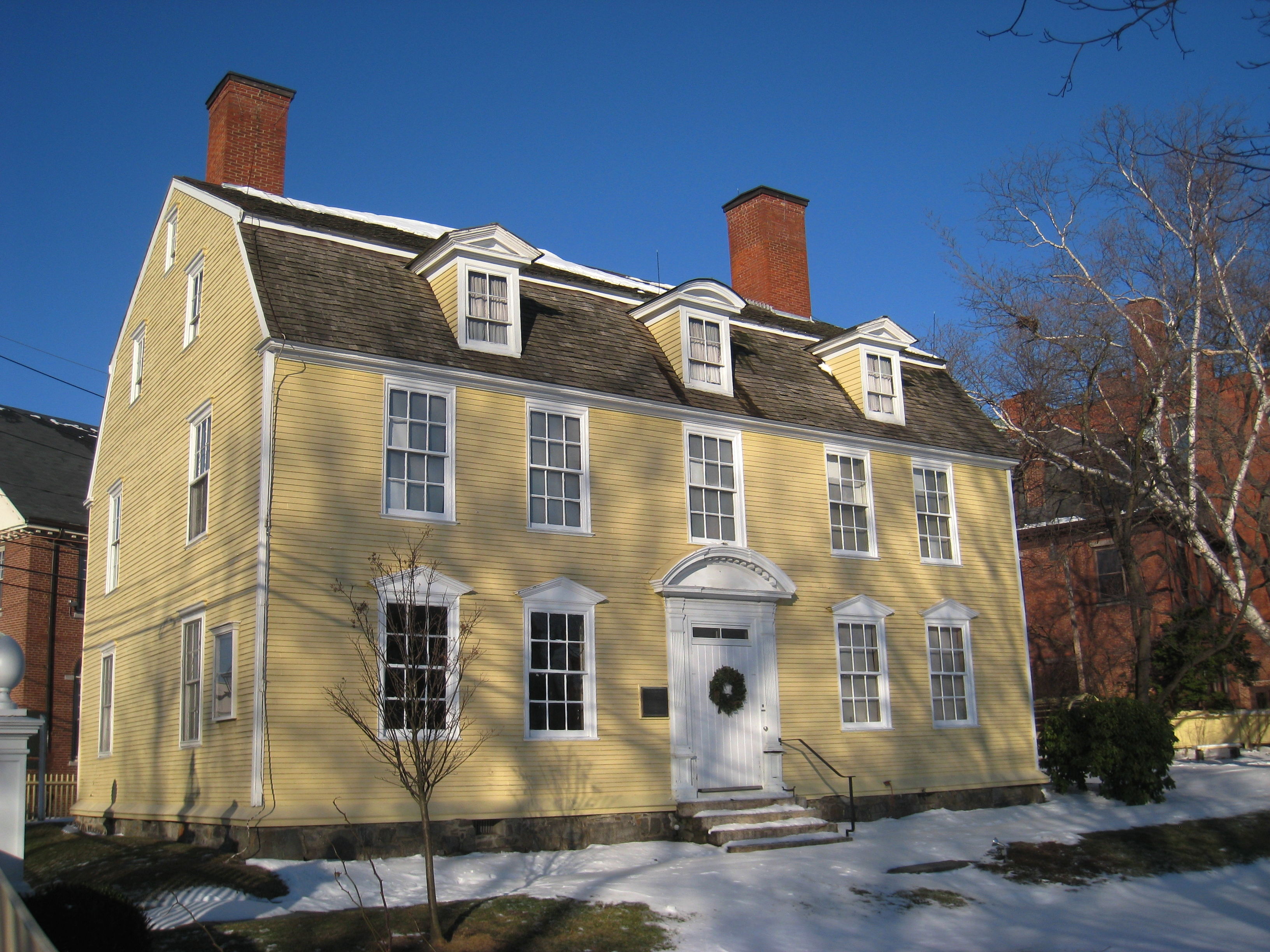
Maison de John Paul Jones mort en 1792

Outre la visite des monuments et bâtiments patrimoniaux (voir plus haut), Portsmouth offre de nombreuses activités touristiques : promenade sur le Fish Pier, croisière aux Isles of Shoals, excursion pour observer les baleines. La ville compte près de 100 restaurants. Il existe en outre plusieurs circuits touristiques : Tours of the Portsmouth Harbour Trail, 
Portsmouth Black Heritage Trail, etc. De mai à novembre se tient un marché sur la City Hall Plaza tous les samedis.
Événements culturels : 
- Février : Kate the Great Imperial Stout release party, Portsmouth Brewery
- Avril : Jazzmouth jazz & poetry festival,
- Mai : Portsmouth Sustainability Fair ; Mother's Day Tea
- Juin : Taste of the Nation Portsmouth culinary showcase ; Prescott Park Arts Festival ; SummerFilm at The Music Hall, June – August
- Juillet : John Paul Jones birthday celebration
- Août : Tall Ships Arrive
- Septembre : Portsmouth Peace Treaty commemorative bell ringing ; Smuttynose Portsmouth Criterium bicycle race & lifestyle expo ; Portsmouth Maritime Folk Festival
- Octobre : Scarecrows of the Port ; New Hampshire Film Festival ; Chili Cook-Off ; New Hampshire Fall Festival ; Hoptoberfest ; Portsmouth Halloween Parade ; Ghosts on the Banke
- Décembre : Portsmouth Illuminated Holiday Parade & Tree Lighting ; Vintage Christmas ; Candlelight Stroll and Holiday House Tours.

## Gouvernement et administration
Le maire actuel de Portsmouth est Tom Ferrini. Le gérant municipal actuel est John P. Bohenko. Le conseil municipal (city council) est élu, de même que le board of school et la police.
Le Portsmouth Regional Hospital est un hôpital d’une capacité de 209 lits. La ville possède quatre écoles élémentaires (K1-5), une junior-middle school (K6-8), une école de niveau secondaire (high school) (k9-12) de 1084 élèves, deux établissements scolaires privés. La Portsmouth High School est l’une des meilleures de l’État.

## Économie
À ses débuts, la ville était tournée vers le commerce maritime et la construction navale. Aujourd’hui, l’économie est davantage tertiaire, même si les industries sont toujours présentes, notamment dans le domaine des hautes technologies. Par la revitalisation du centre-ville, la municipalité compte développer le tourisme. En 2007, le taux de chômage était de 2,9 %. Les principaux employeurs de la ville sont le Columbia HCA Hospital (1150 salariés), la municipalité de Portsmouth (937 salariés), le National Passport Center (837 salariés). Les hautes technologies sont représentées par les firmes Lonza Biologics (biotechnologies, culture cellulaire), LabCorp (Laboratoire de biologie médicale), Newmarket International (services internet) ou encore Bottomline Technologies (services technologiques).

## Transports
- US Routes 1 et 4[1].
- State Routes 1A, 1B, 16, 33[1].
- Chemin de fer : Boston and Maine Railroad

Portsmouth est le seul port en eau profonde du New Hampshire et possède une zone franche (Foreign Trade Zone). 17 % du territoire municipal sont occupés par le Pease International Tradeport, l’ancien site de la Pease Air Force Base.